# Ari Rath
Ari Rath (6 janvier 1925 à Vienne, Autriche - 13 janvier 2017 à Vienne) était un journaliste austro-israélien.

## Biographie
Il meurt à Vienne à l'âge de 92 ans.